# Casa Boloix
La Casa Boloix és un habitatge de planta baixa al municipi de Sant Vicenç dels Horts, construït l'any 1921. Alineat al carrer i en cantonada, amb una mitgera a nord, sobre parcel·la de dos cossos. Està protegida com a bé cultural d'interès local.
La façana principal és estucada simulant aparell regular i mostra unes llindes decorades amb garlandes i guardapols motllurats. El coronament està format per un frontó de formes ondulants i una barana de terrat amb balustres, amb òcul, amb garlandes i esferes decoratives.

## Història
Antonio Boloix, propietari d'altres terrenys a la zona del Poble Nou o eixample, va demanar l'any 1921 llicència d'obres per edificar-hi una casa, al carrer número 4 de l'eixample, que després rebria el nom de carrer de Ferrés Costa, fent cantonada amb el carrer 14, actual carrer de l'Abadessa Reverter. Els plànols de la casa foren signats per l'arquitecte Melcior Vinyals i Muñoz.
L'any 1983, Abelardo Armada Miquel va comprar la casa número 16 del carrer de Ferrés i Costa a Elena Miquel Ros, veïna de Barcelona; i la vengué l'any 1985 a Ramón Fernández Sánchez i Laura Calvo de las Heras.